# 凯斯·希尔
基夫·約翰·希路（英語：Keith John Hill，1969年5月17日—）生於英格蘭大曼徹斯特郡博尔顿，是一名前職業足球員，司職中堅，退役後擔任領隊，曾任教英冠的班士利。

### 教練生涯
羅奇代爾
2011年5月20日，英甲羅奇代爾准許希路與英冠班士利商討有關其領隊空缺位置。
2011年5月24日，希路稱與班士利班主商談後，其會繼續留任羅奇代爾。
班士利
2011年6月1日，希路掉頭接受英冠班士利領隊職位並帶同羅奇代爾副領隊大卫·费列哥夫一起加盟。
2012年12月29日，希路被班士利革除領隊職位。
重返羅奇代爾
2013年1月22日，希路重返英乙羅奇代爾擔任領隊職位，合約至球季結朿。
2013年4月18日，希路與羅奇代爾簽署一份三年合約擔任領隊至2016年夏季。

## 榮譽

### 球員
普利茅夫
- 英格蘭丙組足球聯賽附加賽冠軍：1995/96年；

車頓咸
- 英格蘭丙組足球聯賽附加賽冠軍：2001/02年；

莫克姆
- 英格蘭足球議會聯賽亞軍：2002/03年；

### 領隊
羅奇代爾
- 英格蘭足球乙級聯賽季軍：2009/10年（升班英甲）；

個人
- 英乙每月最佳領隊：2009年9月、2009年12月；

## 外部連結
- 足球数据库：基夫·希路的球员统计数据
- 足球資料庫：基夫·希路的領隊統計數據